# Сукиасян, Алексей Григорьевич
Алексей Григорьевич Сукиасян (арм. Ալեքսեյ Գրիգորի Սուքիասյան; 23 сентября [10 сентября] 1907, Мамуран, Персия — 5 сентября 1981, Ереван, Армянская ССР) — советский армянский юрист, доктор юридических наук (1963), профессор (1966), заслуженный деятель науки Армянской ССР.

## Научная деятельность
Родился 23 сентября [10 сентября] 1907 в селе Мамуран (ныне в иранском остане Исфахан). В 1935 году переехал в Армянскую ССР. Окончил юридический факультет ЕГУ (1940). Член КПСС (с 1957 года).
- 1946—1948 гг. преподавал во Всесоюзном институте юридических наук.
- 1950—1952 гг. преподавал в Свердловском юридическом институте
- С 1953 года преподавал в Ереванском государственному университете (в 1971—1977 гг. был руководителем кафедры теории и истории государства и права).

## Работы
Труды Алексея Сукиасяна в основном касаются вопросов истории государства и права в древней и средневековой Армении.
- «История Киликийского армянского государства и права (XI—XIV вв.)» (1969)
- «Мхитар Гош и армянский судебник» (1965, на армянском языке)
- «Право в древнем Иране по Сасанидскому судебнику» (1980, на армянском языке)
- «Государство и право Урарту (860—590 гг. до н. э.)» (1963)